# 유지 (동해의왕)
동해의왕 유지(東海懿王 劉祗, ? ~ 200년)는 후한 말기의 황족·제후왕으로, 동해왕이다.

## 생애
영수 2년(156년), 아버지 효왕의 뒤를 이어 동해왕에 봉해졌다.
건안 5년(200년)에 죽어 시호를 의(懿)라 하였고, 아들 유선이 작위를 이었다.

## 출전
- 범엽, 《후한서》 권9 효헌제기·권42 광무십왕열전

| 선대 아버지 동해효왕 유진 | 후한의 동해왕 156년 - 200년 10월 신해일 | 후대 아들 유선 |